# Стрілянина в Чарлстоні
Стрілянина в Чарлстоні — масове вбивство 21-літнім американцем Діланом Руфом прихожан африканської методистської єпископальної церкви Емануель в історичному центрі Чарлстона, що у Південній Кароліні, заподіяне 17 червня 2015 року. У результаті теракту загинуло 9 осіб, одну було поранено. Усі вбиті та постраждалі — темношкірі люди.

## Хід подій
Ввечері 17 червня 2015 року 21-річний Ділан Руф приїхав на автомобілі до африканської методистської єпископальної церкви Емануель, де в цей час проходили щотижневі навчання з вивчення Біблії і був присутній там біля години поруч із пастором. У якийсь момент він встав зі свого місця зі словами: «Я маю це зробити. Ви гвалтуєте наших жінок і хочете захопити нашу країну. Від вас треба позбутися», після чого він дістав пістолет Glock 45-го калібру і відкрив вогонь по присутнім у церкві, після чого зник.
Приблизно у 21 годині вечора за місцевим часом (EST) в поліцію міста надійшов виклик про стрілянину. Поліція евакуювала жителів прилеглих будинків і перекрила вулиці.
Підозрюваного, Ділана Сторма Руфа, затримали в місті Шелбі у Північній Кароліні. За інформацією ЗМІ, Руф раніше мав проблеми із законом. У січні 2015 року його затримували у торгівельному центрі в Колумбії в стані наркотичного сп'яніння. Одноклассники Руфа підтвердили що той мав проблеми з наркотиками.
За словами знайомого Руфа, той був прихильником расової сегрегації і мріяв розв'язати громадянську війну в США. За повідомленням газети The New York Times на ім'я Руфа було зареєстровано інтернет-сайт з расистським змістом. Також на сайті були фотографії Руфа восковими фігурками темношкірих рабів, зброєю та неонацистським лозунгом 14/88. Домен сайту було зареєстровано російським реєстраційним центром Reg.ru.

## Жертви
Жертвами теракту стали шість жінок та троє чоловіків. Вісім людей загинули на місці. Двох було госпіталізовано, згодом один з них помер у лікарні. Серед померлих був член сенату штату Південної Кароліни, пастор Клемента Пінкні.

## Суд
Попередні слухання у справі про стрілянину в церкві почалися 19 червня 2015 року. Відносно Руфа були висунуті звинувачення по 33 пунктам, у тому числі у вбивстві на ґрунті расової ненависті, а також звинувачення в незаконному застосуванні зброї.
10 січня 2017 року Ділана Руфа засудили до смертної кари. 

## Реакція та наслідки
Генеральний секретар ООН Пан Гі Мун висловив співчуття родичам загиблих і назвав подію «злочином, скоєним за расовими мотивами».
Президент США Барак Обама закликав американців змінити погляди на носіння зброї.
На одній з фотографій, яку Руф виклав на своєму сайті, він позував із прапором Конфедерації. Це спричинило хвилю обурення проти символів Конфедеративних штатів Америки. На вимогу суспільства ряд штатів прибрали прапори КША з публічних місць. В Алабамі, за розпорядженням місцевої влади, було прибрано чотири прапора які прикрашали меморіал загиблим солдатам армії КША. Губернатор штату Вірджинія Террі МакОліф дав розпорядження замінити усі автономери в штаті із символами Конфедерації. В Міссісіпі сенатори закликали прибрати його з прапору штату.